# Zálnok
Zálnok település Romániában, Szilágy megyében.

## Fekvése
Szilágysomlyótól északkeletre, Doh és Tasnádorbó közt fekvő település.

## Története
Az Árpád-kori település, Zálnok nevét már 1205 és 1235 között említette a Váradi regestrum egy perrel kapcsolatban, Zunuchy néven.
1327-ben Zanuk, 1460 körül Zanok, Zanak, 1605-ben Zolnak (?), 1628-ban Szalnok, 1633-ban Zálnok néven írták.
1475 évi adólajstrom szerint Dengelegi Pongrác János is birtokosa volt.
1497-ben Drágfi Bertalan és Dobai György kaptak ide beiktató levelet.
1543-ban Zanak Mindszenti Seraphin és Borzási György özvegye közt oszlott meg.
1549-ben Kaplin György és Borzási Mihály, 1570-ben Hatvani János és Banga István birtoka volt.
1723-ban Kállai Jánosé volt, aki egy itteni telkét Gencsi Györgynek adta el.
1778-ban Bölöni Sándorné és Török Krisztina gyermekei osztoztak meg a birtokon.
1797 évi összeíráskor főbb birtokosai voltak: Laskai Sámuel és Ferenc, valamint Érsekújvári László.
1805-ben a Bálint család tagjainak birtoka volt.
1847-ben Zálnoknak 357 lakosa volt, ebből római katolikus 11, görögkatolikus 294 , református 52 volt.
1890-ben 910 lakosából 144 magyar, 2 német, 754 román, 10 horvát volt. Ebből római katoplikus 16, görögkatolikus 749, evangélikus 3, református 99, izraelita 43 volt. A házak száma ekkor 182.
- Várdomb nevű helyen, a kegyei határszélen egykor vár állt.
- Nagy-Ursul nevű erdejében van a Pintea (Pintyá) nevű 8-10 méter magas, 20 méter hosszú és 5 méter széles, csaknem függőleges terméskő falú barlang, melyről a néphagyomány azt tartja, hogy Pintye nevű rablóvezér tanyája volt.

Zálnok a trianoni békeszerződés előtt Szilágy vármegye Szilágysomlyói járásához tartozott.

## Nevezetességek
- Görögkatolikus fatemploma – 1700-ban épült. Anyakönyvet 1807-től vezetnek.